# Mirko Novák
Mirko Novák (3. října 1901 Praha – 16. září 1980 Praha) byl filozof, estetik, muzikolog a pedagog. Patřil mezi zakládající členy České estetické společnosti a byl jejím prvním výkonným předsedou. Svoji profesní dráhu začínal jako muzikolog. Od třicátých let dvacátého století se věnoval teorii hodnot a dějinám estetiky.

## Životopis
Mirko (pokřtěn Jaromír) Novák se narodil v Praze. Jeho otec byl Jan Bedřich Novák, historik a ředitel Archivu země české. Po maturitě na vinohradském gymnáziu v roce 1919 pokračoval ve studiu filozofie, estetiky a hudební teorie na Filozofické fakultě Univerzity Karlovy (FF UK). Studoval u Zdeňka Nejedlého, Otakara Zicha a Františka Krejčího. Po obhájení titulu doktor filozofie pokračoval ve studiu na univerzitách v Paříži, Bordeaux, Bonnu a také u muzikologa Guido Adlera ve Vídni. Soukromě se vzdělával u Václava Štěpána a Jaroslava Křičky.
Mezi lety 1928 až 1932 byl tajemníkem Československého ústředí pro mezinárodní spolupráci duševní při České akademii věd a umění v Praze. Krátce pracoval jako pomocná vědecká síla v pražské Univerzitní knihovně. Po habilitaci z estetiky na FF UK v roce 1932 se stal asistentem Josefa Tvrdého na Filozofické fakultě Univerzity Komenského v Bratislavě. Z obecné estetiky habilitoval v Bratislavě prací Kantův kriticismus a problém hodnoty v roce 1936. Do roku 1939 zde přednášel filozofii a estetiku. V roce 1936 se oženil se studentkou Eliškou Hamrovou.
Po obsazení Československa se vrátil do Prahy na FF UK, kde působil také Jan Mukařovský.
Mezi lety 1945 až 1953 působil na katedře dějin filozofie na Filozofické fakultě Masarykovy univerzity v Brně jako mimořádný a později jako řádný profesor. Mezi jeho žáky patřili například Oleg Sus, Rudolf Pečman nebo Ivan Poledňák. Mirko Novák zde byl účastníkem založení zvláštního oddělení marxismu-leninismu, který tvořil základ pro budoucí Ústav marxismu-leninismu.
V letech 1953–1970 působil jako vedoucí katedry estetiky na FF UK. V roce 1953 byl jmenován profesorem estetiky a obecné teorie umění.
V roce 1968 patřil mezi zakládající členy a byl prvním výkonným předsedou České estetické společnosti.

## Tvorba
Z počátku bylo dílo Mirko Nováka ovlivněno Zdeňkem Nejedlým. Začínal jako muzikolog se sklonem k teorii umění. V dizertační práci  „Vznik tvůrčí osobnosti Beethovenovy“ z roku 1924 hledal vlivy, které formovaly osobnost umělce, jehož tvorbu považoval za jeden z vrcholů světového umění. Zajímal se o dílo Le Corbusiera, který ve své práci zdůrazňoval řád a funkčnost. Vycházel z kategorie „estetická zkušenost“ estetika Otakara Hostinského, hlásil se ke scientismu české estetiky. Ovlivněna „pozitivistickým kriticismem“ a nedůvěrou k obecným pojmům, vznikla jeho publikace „Základy vědy o umění se zvláštním zřetelem k vědeckému studiu hudby“.

### Česká estetika
Od třicátých let dvacátého století se věnoval teorii hodnot a dějinám estetiky. Ve své tvorbě se zabýval vývojem antického myšlení. Několik článků věnoval nejen historii české estetiky, ale i otázce vlivu českých dějin na vývoj estetiky. Publikace „Česká estetika“ obsahuje postupně kapitoly „Osvícenství v české estetice“, „Palacký filosof a estetik“ a „Estetika Durdíkova“. Nejedná se  o klasický historický spis, postihující rozvíjející se české estetické koncepce. Novák si neklade nárok na zcela objektivní zachycení faktů, ale na mnoha místech uvádí své osobní hodnocení. Autor v knize stanovil důležité etapy ve vývoji estetiky s přihlédnutím k osobnostem, které lze pokládat za reprezentanty dané doby. Při řešení otázek soudobé estetiky a filozofie se obrací k původu estetických myšlenek. V neposlední řadě sleduje vazby mezi českou a světovou estetikou.

### Hodnoty a dějiny
Problematice hodnot, úzce provázanou s dějinami estetiky se věnoval ve spisu „Kantův kriticismus a problém hodnoty“. Do sporů o pojetí smyslu „národního“ se zapojil ve svých statích z roku 1937 – „Pekař a Palacký?“, „Tvrdého stanovisko ke sporu o smysl českých dějin“ nebo „K Pekařovu nacionalistickému pojetí dějin“.
V období nacistického ohrožení Československa a druhé světové války spojoval problém hodnot s problematikou smyslu českých dějin a českého národa. Knižní výbor těchto statí byl vydán v roce 1947 pod názvem „Hodnoty a dějiny“. Poté navázal na svá původní témata – estetiku a proces umělecké tvorby.

### Šedesátá léta
V šedesátých letech dvacátého století vyšly některé jeho studie knižně, jako například „Otázky estetiky v přítomnosti i minulosti“ nebo  „Od skutečnosti k umění“. Analyzoval otázky procesu umělecké tvorby, estetického vnímání nebo chápání uměleckého díla atd. V této době již jeho tvorba obsahovala znaky marxistické ideologie. V jeho pracích začínal být patrný odklon od kritického scientismu  již od třicátých let. Během dalších let se ještě snažil marxistickou teorii vnímat v kritických souvislostech. Ale v padesátých letech se již neubránil ideologickému schematizování, například ve stati „T. G. Masaryk v třídních rozporech u nás před Velkou říjnovou revolucí“.
Koncem desetiletí se Novák vracel k otázce smyslu českých dějin. Soubor časopiseckých příspěvků byl vydán knižně v publikaci „Být národem“. V roce 1986 vydala jeho druhá manželka Eliška Nováková, vysokoškolská pedagožka, „Studie Česká sebereflexe“ a „K problematice nacionalismu a národního sebevědomí“.

### Hudebník
Mirko Novák se hudbou a muzikologií více zabýval na počátku své odborné dráhy. Příspěvky věnované hudbě psal do odborných listů a mezi lety 1922 až 1923 také do Lidových novin. Sám také komponoval a hrál na piano. Již v roce 1954 se zabýval vlivem hudby, zvuků a hluku na psychickou pohodu člověka. Jeho článek „Otázka hudby hrané k práci a hudby reprodukované do veřejného prostoru“ obsahuje úvahy o místě, funkci a významu zvuku v životě člověka.

### Sborníky
- Hans Tietze o krizi umění, Sborník prací k 50. narozeninám Zdeňka Nejedlého, 1929
- La vie comme valeur et fonction, Travaux IX e Congrès Int. de Philosophie, vol. X, 1938
- Z. Nejedlý estetik, O Zdeňkovi Nejedlém, 1938
- Morava v duchovním vývoji českém, Morava v českém státě, 1948
- Esthétique, Philosophie et Histoire de l'Art, Atti del III congresso int. di estetica, Benátky, 1956
- Giudizio estetico e valutazione estetica, Atti del simposio di estetica, Benátky, 1958
- Valeur, Engagement, Liberté, Atti del XIII Congresso Int. di Filosofia III, Benátky, 1958
- Le problème du progrès dans l'Art, Extrait des Actes du IV e Congrès int. d'esthétique, Atény, 1960[4]